# Mareia
Mareia o Marea (Μαρέα) fou una ciutat del Baix Egipte, moderna Mariuth. Fou capçalera del només mareòtic i era al sud de la llacuna Mareòtida, situat al sud-oest d'Alexandria. Fou la principal fortalesa fronterera amb Líbia. En aquesta ciutat Inaros, fill de Psamètic va organitzar la resistència al perses. Sota els Ptolemeus fou un port important però sota els romans va perdre aquesta importància i al segle ii va esdevenir un llogaret.